# Джорджо Б'язіоло
Джорджо Б'язіоло (італ. Giorgio Biasiolo, нар. 16 лютого 1946, Монтеккьо-Маджоре) — італійський футболіст, що грав на позиції опорного півзахисника, зокрема, за «Мілан», у складі якого — володар Кубка володарів кубків УЄФА. 

## Ігрова кар'єра
Народився 16 лютого 1946 року в місті Монтеккьо-Маджоре. Вихованець футбольної школи клубу «Марцотто Вальданьйо». Дорослу футбольну кар'єру розпочав 1964 року в основній команді того ж клубу, в якій провів чотири сезони, взявши участь у 58 матчах чемпіонату. 
Протягом 1968—1970 років захищав кольори клубу «Віченца», після чого приєднався до «Мілана». Відіграв за «россонері» наступні сім сезонів своєї ігрової кар'єри. За цей час тричі виборював титул володаря Кубка Італії, а 1973 року став володарем Кубка володарів кубків УЄФА.
Згодом з 1977 по 1980 рік грав за «Лечче» та «Сіракузу», а завершив ігрову кар'єру у команді «Черретезе», за яку виступав до 1981 року.

## Титули і досягнення
- Володар Кубка Італії (3):

«Мілан»: 1971-1972, 1972-1973, 1976-1977
- Володар Кубка Кубків УЄФА (1):

«Мілан»: 1972-1973